# Renault R41xx/R42xx
Les Renault R41xx et R42xx sont une gamme d'autocars et autobus, construite à partir de 1949 par la division autobus du constructeur français Renault qui deviendra, en 1955, SAVIEM LRS.

## Histoire

### Contexte
Avant 1924, Renault n'était qu'un acteur mineur dans le paysage français : le carrossier Chausson et le constructeur Somua du groupe Schneider étaient bien plus importants. C'est à partir de 1924 que la STCRP, l'ancêtre de la RATP, abandonne le constructeur Somua au profit de Renault et de ses petits autobus KX1 pour 25 passagers. La STCRP se rend vite compte que le prix d'achat est trop élevé et que le nombre de passagers transportés est insuffisant. Les véhicules vont finir leur vie sur des lignes de banlieue dès janvier 1926 et resteront en service jusqu'en 1935. Mais la future RATP et Renault resteront toujours très intimement liés.
C'est en 1958 que la Régie autonome des transports parisiens (RATP) et l'Union des Transports Publics Urbains et Régionaux, l'UPTUR unirent leurs efforts pour élaborer le cahier des charges d'un nouvel autobus urbain unifié qui sera davantage connu sous le nom de bus standard qui aboutira, en 1961/62, au premier prototype du futur SC10. Il faudra toutefois attendre juin 1963 pour que sa présentation officielle soit faite à Vienne, en Autriche. Mais ce n'est que le 19 mai 1965 que le premier véhicule de la série sortira d'usine.

### Gamme R 4000
À la suite du succès inespéré remporté avec la série ZP, premier autocar de série à conduite avancée sorti en 1934, Renault devient le premier constructeur français d’autocars. Quatre ans plus tard, Joseph Besset révolutionne la technique de construction avec l’Isobloc à structure autoportante. Les constructeurs de châssis tout comme les carrossiers industriels s’inquiètent de ce nouveau concept. Renault n’a d’autre choix que d’emboîter le pas et lance l'étude d'un modèle avec moteur placé à l'arrière dont quelques prototypes voient le jour au début de l’occupation allemande. Les difficultés pour adapter un moteur à l'arrière apparaissent rapidement, il doit être léger, donc peu puissant, ce qui limite la taille et la capacité du véhicule. De plus, cette disposition compromet le développement de versions urbaines avec porte arrière. Les ingénieurs explorent alors une autre piste, le moteur couché dans l'empattement.
Compte tenu de la réglementation de l'époque en matière de longueurs et de poids des autocars, la capacité est fixée à 45 places. Renault étudie donc un nouveau moteur horizontal développant 100 ch à 2 300 tr/min, un 6 cylindres (105x120). Ce sera le R.568 de 6 234 cm3. C’est faible mais, en poussant le régime à 2 500 tr/min, les ingénieurs en obtiennent 105 ch. Très satisfaite de ce résultat, la direction de Renault prend la décision
de refondre sa gamme camion autour de ce même moteur horizontal. L’étude de la caisse est basée sur la standardisation des versions urbaines et interurbaines. Le prototype est testé à la fin de l'année 1948. Son moteur couché est donc installé dans l'empattement entre les deux essieux, sous le plancher qui se situe à une hauteur d'un mètre.
L'autocar a une allure sobre, harmonieuse avec des surfaces vitrées généreuses pour l'époque, un pare-brise descendant assez bas, la carrosserie donne l’impression d’un véhicule spacieux. Son nom, R4190, signifie Renault diesel, les versions avec moteur essence sont baptisés R.2x, le nombre 190 est attribué arbitrairement. Le modèle définitif de série est présenté au salon de Paris, en octobre 1949.
Directement concurrent du modèle Chausson APH1 de 1948, la lutte entre les deux constructeurs ne sera plus seulement de la concurrence mais deviendra vite une rivalité farouche qui va durer plus de dix ans. Le Chausson a son moteur à l’avant, solution devenue obsolète, mais il offre au client le choix parmi trois moteurs de marques et puissances différentes. Le Chausson est pénalisé par sa silhouette « nez-de-cochon » à côté de laquelle le Renault paraît bien plus moderne.
En cette époque faste du transport en autocar, où les véhicules de ligne quittent les gares bondés, les transporteurs passent commande souvent sans même essayer le modèle, du moins ceux qui n’affichent pas leur hostilité à la marque nationalisée.
L’accès au poste de conduite est dégagé, la position et la visibilité sont idéales. Le levier de vitesses est au volant. Le freinage pneumatique est très efficace, trop vif même, est un progrès énorme par rapport aux modèles précédents mais, dès les premiers kilomètres, des chocs contre la galerie rappelle immédiatement au conducteur que le véhicule est beaucoup plus haut que les autres, 3,28 m ! hauteur incompatible avec le réseau routier français. Chez certains transporteurs, l'autocar ne peut même pas franchir l’entrée du garage ou de l’atelier. De très nombreux clients réclament la reprise immédiate de leur véhicule. Le constructeur prend alors l’affaire très au sérieux et une version abaissée de 127 mm voit le jour dès le mois de mars 1950. La hauteur libre intérieure passe de 2,06 m à 1,89 mètre. La version haute reste toutefois au catalogue.
Quelques améliorations sont apportées avec le retour d'expérience des utilisateurs. En août 1950, la première évolution concerne l’amélioration de la commande de freinage, le système Bendix remplace le Westinghouse et se traduit par un changement de type, devenu R4191. Après les problèmes de hauteur et de freinage, Renault est assailli de plaintes à propos du moteur. Au régime de 1 700 tr/min, le véhicule n'avance qu’à une allure réduite. La position couchée du moteur et sa faible puissance lui valent le surnom « fainéant », un sobriquet qui va coller à l'autocar. En charge et à la moindre côte, il sollicite la puissance maximale à 2 500 tr/min. La lubrification imparfaite à haut régime et la fragilité du moteur engendrent une véritable hécatombe de casse de vilebrequins, grave panne qui fâche nombre de clients, car rarement prise en charge par la garantie. Les ventes du concurrent Chausson, dont la version à moteur Somua de 130 ch fait merveille, s'envolent.
Le constructeur national doit réagir, mais la marge de manœuvre pour améliorer la puissance du moteur est bien faible. Il doit revoir l'amortisement des vibrations, la lubrification des paliers du vilbrequin, augmenter la pression d’injection du carburant de 160 à 165 kg et la quantité de carburant injectée, pour atteindre la puissance de 120 ch à 2 400 tr/min. Le moteur est amélioré et reconfiguré après ces interventions. Le moteur R.568 est de nouveau plus puissant et renommé R.572 et le type "Renault R4191" devient, en avril 1952, le R4192. Il en sera fabriqué presque 1 500 exemplaires jusqu’à sa transformation en ZR20 en 1958.
- Trolleybus R 4231

Cette version spécifique a été réalisée pour les transports en commun de Madrid.
Gamme ZR20, SC1 et SC2
Les autocars ZR20, et autobus "SC1 et SC2" sont des véhicules appartenant aux gammes précédentes, qui bénéficient d'améliorations esthétiques sans modifications techniques fondamentales. Il leur est notamment appliqué une nouvelle face avant avec un pare-brise panoramique et une calandre redessinée et une face arrière restylée.
Sous la marque SAVIEM,
- ZR20, entre août 1958 et 1960;
- SC1, produit entre mai 1960 et 1964, dénomination de l'autocar ZR20 à la suite de l'accord entre SAVIEM et Chausson, 2 150 exemplaires produits;
- SC2, produit entre mai 1960 et 1964, version autobus du SC1.

Gamme S45 S53 et S105
Sous la marque Saviem puis Renault,
- Saviem S45 / S53 et S105 à partir d'octobre 1964, rebadgés Renault en 1980;
- et enfin S45R / S53R et S105R en 1977.

Dans sa version interurbaine, le véhicule était équipé d'une galerie de toit et d'une échelle d'accès à l'arrière droit. À l'époque, il n'y avait pas de soute à bagages sous le plancher, à cause de l'emplacement du moteur couché situé entre les essieux.
Une version trolleybus a été également proposée sous la marque Saviem, en 1956.
Connu sous les marques Renault, Saviem LRS, Saviem, Saviem-Chausson et enfin Renault-RVI, il est souvent reconnu comme le autocar Renault. On estime qu'environ 38 000 exemplaires, tous modèles confondus de la gamme, auraient été produits entre 1949 et 1993.

## Caractéristiques

### Caractéristiques générales

#### Première génération
| Modèle                 | R4190                              | R4191                              | R4200                                                                         | R4210                     | R4230                         |
| ---------------------- | ---------------------------------- | ---------------------------------- | ----------------------------------------------------------------------------- | ------------------------- | ----------------------------- |
| Illustration           |                                    |                                    |                                                                               |                           |                               |
| Période de production  | septembre 1949 à septembre 1950    | août 1950 à avril 1952             | juillet 1950 à avril 1952                                                     | novembre 1950 à mars 1952 | septembre 1950 à février 1952 |
| Évolution              | /                                  | Remplace le R4190                  | /                                                                             | /                         | /                             |
| Usage                  | Autocar interurbain ou de tourisme | Autocar interurbain ou de tourisme | - Autobus urbain - Autocar interurbain ou de tourisme Version courte du R4190 | Autobus urbain à un agent | Autobus urbain à deux agents  |
| Quantité produite      |                                    |                                    |                                                                               |                           |                               |
| Disposition des portes |                                    |                                    | 303                                                                           | 133 ou 333                | 403 ou 433                    |

#### Seconde génération
| Modèle                 | R4192                              | R4201                                                                               | R4211                     | R4231                        |
| ---------------------- | ---------------------------------- | ----------------------------------------------------------------------------------- | ------------------------- | ---------------------------- |
| Illustration           |                                    |                                                                                     |                           |                              |
| Période de production  | avril 1952 à novembre 1957         | avril 1952 à novembre 1957                                                          | mai 1952 à décembre 1957  | avril 1952 à décembre 1957   |
| Évolution              | Remplace le R4191                  | Remplace le R4200                                                                   | Remplace le R4210         | Remplace le R4230            |
| Usage                  | Autocar interurbain ou de tourisme | - Autobus urbain - Autocar interurbain ou de tourisme Version courte du R4191/R4192 | Autobus urbain à un agent | Autobus urbain à deux agents |
| Quantité produite      |                                    |                                                                                     |                           |                              |
| Disposition des portes | 103                                | 303                                                                                 | 033 et 333                | 403 et 433                   |

#### Versions spécifiques
| Modèle                 | R2191                                                                   | R2200                                                                   |
| ---------------------- | ----------------------------------------------------------------------- | ----------------------------------------------------------------------- |
| Illustration           |                                                                         |                                                                         |
| Période de production  |                                                                         |                                                                         |
| Évolution              |                                                                         |                                                                         |
| Usage                  | Autocar à moteur essence dérivé du R4190 conçu pour l'armée française.  | Autocar à moteur essence dérivé du R4190 conçu pour l'armée française.  |
| Quantité produite      | Faible quantité comptabilisée dans les statistiques « secret défense ». | Faible quantité comptabilisée dans les statistiques « secret défense ». |
| Disposition des portes |                                                                         |                                                                         |

### Motorisation
- Diesel 105 ch pour les R4190, R4191, R4200, R4210 et R4230 ;
- Diesel 120 ch pour les R4192, R4201, R4211 et R4231 ;
- Essence pour les R2191 et R2200 de l'armée.

## Production
| Illustration | Réseau       | Modèle    | Nombre | Numéros   | Livraison | Remarques |
| ------------ | ------------ | --------- | ------ | --------- | --------- | --------- |
|              | Lyon - OTL   | R4211     | 3      | 1051-1053 | 1953      |           |
|              | Lyon - OTL   | R4211     | 7      | 1654-1660 | 1954      |           |
|              | Lyon - OTL   | R4211     | 3      | 1661-1663 | 1956      |           |
|              | Lyon - OTL   | R4211     | 12     | 1664-1675 | 1959      |           |
|              | Paris - RATP | R4190 102 | 2      |           |           |           |
|              | Paris - RATP | R4191 102 | 24     |           |           |           |

## Matériel préservé
| Illustration | Entité                              | Réseau d'origine              | Modèle et série | Numéro(s) (série) | Remarques |
| ------------ | ----------------------------------- | ----------------------------- | --------------- | ----------------- | --------- |
|              | Standard 216 – Histo Bus Grenoblois | Régie des Transports du Rhône | SAVIEM R4192    |                   |           |